# Kaśkowo (rejon glinkowski)
Kaśkowo (ros. Каськово) – wieś (ros. деревня, trb. dieriewnia) w zachodniej Rosji, w osiedlu wiejskim Bołtutinskoje rejonu glinkowskiego w obwodzie smoleńskim.

## Geografia
Miejscowość położona jest w pobliżu rzeki Chmara, 1 km od drogi regionalnej 66K-14 (Jelnia – Poczinok), 5 km od centrum administracyjnego osiedla wiejskiego (Bołtutino), 17 km od centrum administracyjnego rejonu (Glinka), 54 km od stolicy obwodu (Smoleńsk).

## Demografia
W 2010 r. miejscowość zamieszkiwała 1 osoba.